# Fußball-Weltmeisterschaft 1986/Statistik
Dieser Artikel gibt einen Überblick über die Rekorde und Statistiken zur Fußball-Weltmeisterschaft 1986.

## Abschlusstabelle WM 1986
Die folgende Rangliste berücksichtigt die Kriterien der FIFA.
| Rang | Mannschaft     | Spiele | Siege | Unentschieden | Niederlagen | Tore  | Tordifferenz | Punkte |
| ---- | -------------- | ------ | ----- | ------------- | ----------- | ----- | ------------ | ------ |
| 1    | Argentinien    | 7      | 6     | 1             | 0           | 14:5  | +9           | 13:1   |
| 2    | BR Deutschland | 7      | 3     | 2             | 2           | 8:7   | +1           | 8:6    |
| 3    | Frankreich     | 7      | 4     | 2             | 1           | 12:6  | +6           | 10:4   |
| 4    | Belgien        | 7      | 2     | 2             | 3           | 12:15 | −2           | 6:8    |
| 5    | Brasilien      | 5      | 4     | 1             | 0           | 10:1  | +9           | 9:1    |
| 6    | Mexiko         | 5      | 3     | 2             | 0           | 6:2   | +4           | 8:2    |
| 7    | Spanien        | 5      | 3     | 1             | 1           | 11:4  | +7           | 7:3    |
| 8    | England        | 5      | 2     | 1             | 2           | 7:3   | +4           | 5:5    |
| 9    | Dänemark (E)   | 4      | 3     | 0             | 1           | 10:6  | +4           | 6:2    |
| 10   | Sowjetunion    | 4      | 2     | 1             | 1           | 12:5  | +7           | 5:3    |
| 11   | Marokko        | 4      | 1     | 2             | 1           | 3:2   | +1           | 4:4    |
| 12   | Italien        | 4      | 1     | 2             | 1           | 5:6   | −1           | 4:4    |
| 13   | Paraguay       | 4      | 1     | 2             | 1           | 4:6   | −2           | 4:4    |
| 14   | Polen          | 4      | 1     | 1             | 2           | 1:7   | −6           | 3:5    |
| 15   | Bulgarien      | 4      | 0     | 2             | 2           | 2:6   | −2           | 2:6    |
| 16   | Uruguay        | 4      | 0     | 2             | 2           | 2:8   | −6           | 2:6    |
| 17   | Portugal       | 3      | 1     | 0             | 2           | 2:4   | −2           | 2:4    |
| 18   | Ungarn         | 3      | 1     | 0             | 2           | 2:9   | −7           | 2:4    |
| 19   | Schottland     | 3      | 0     | 1             | 2           | 1:3   | −2           | 1:5    |
| 20   | Südkorea       | 3      | 0     | 1             | 2           | 4:7   | −3           | 1:5    |
| 21   | Nordirland     | 3      | 0     | 1             | 2           | 2:6   | −4           | 1:5    |
| 22   | Algerien       | 3      | 0     | 1             | 2           | 1:5   | −4           | 1:5    |
| 23   | Irak (E)       | 3      | 0     | 0             | 3           | 1:4   | −3           | 0:6    |
| 24   | Kanada (E)     | 3      | 0     | 0             | 3           | 0:5   | −5           | 0:6    |

Anmerkungen:
- Entscheidend für die Reihenfolge nach FIFA-Kriterien ist zunächst die erreichte Runde (Sieger, Finalist, Dritter, Vierter, Viertelfinale, Achtelfinale, Vorrunde). Ist die erreichte Runde gleich, entscheiden der Reihe nach die Zahl der Punkte, die Tordifferenz, die Zahl der geschossenen Tore und der direkte Vergleich. In der Verlängerung entschiedene Spiele wurden mit dem Ergebnis nach 120 Minute gewertet. Im Elfmeterschießen erzielte Tore wurden nicht berücksichtigt, das Spiel wurde als Remis gewertet.[1]
- (E) = Erstteilnehmer

## Spieler
- Jüngster Teilnehmer: Abdellah Bidane (Marokko) mit 18 Jahren (ohne Einsatz)
- Ältester Teilnehmer: Pat Jennings (Nordirland) mit 41 Jahren (3 Einsätze)
- Władysław Żmuda (Polen) stellte mit seinem 21 WM-Spiel den 16 alten Rekord von Uwe Seeler ein.
- Toni Schumacher konnte als erster Torhüter vier Elfmeter in Elfmeterschießen halten (2/1982 und 2/1986)

## Torschützen
- Erster Torschütze: Alessandro Altobelli (Italien) in der 43. Minute des Eröffnungsspiels des Titelverteidigers gegen Bulgarien
- Schnellster Torschütze: Emilio Butragueño (Spanien) in der 63. Sekunde des Spiels gegen Nordirland
- Jüngster Torschütze: Stéphane Demol (Belgien) mit 20 Jahren – einziges Länderspieltor des Spielers
- Ältester Torschütze: Oleh Blochin (UdSSR) mit 33 Jahren
- Jean-Pierre Papin (Frankreich) erzielte beim 1:0-Sieg gegen Kanada das 1200. WM-Tor
- Gary Lineker (England) erzielte beim 3:0-Sieg gegen Paraguay das 1300. WM-Tor

### Die besten Torschützen
| Rang | Spieler              | Tore |
| ---- | -------------------- | ---- |
| 1    | Gary Lineker         | 6    |
| 2    | Emilio Butragueño    | 5    |
|      | Careca               | 5    |
|      | Diego Maradona       | 5    |
| 5    | Alessandro Altobelli | 4    |
|      | Ihor Bjelanow        | 4    |
|      | Preben Elkjær Larsen | 4    |
|      | Jorge Valdano        | 4    |
| 9    | Jan Ceulemans        | 3    |
|      | Nico Claesen         | 3    |
|      | Jesper Olsen         | 3    |
|      | Rudi Völler          | 3    |

| Rang | Spieler            | Tore |
| ---- | ------------------ | ---- |
| 13   | Jean-Pierre Papin  | 2    |
|      | Abderrazak Khairi  | 2    |
|      | Josimar            | 2    |
|      | Ramón Calderé      | 2    |
|      | Sócrates           | 2    |
|      | Julio César Romero | 2    |
|      | Roberto Cabañas    | 2    |
|      | Jorge Burruchaga   | 2    |
|      | Yannick Stopyra    | 2    |
|      | Fernando Quirarte  | 2    |
|      | Michel Platini     | 2    |
|      | Enzo Scifo         | 2    |
|      | Klaus Allofs       | 2    |

Darüber hinaus gab es 55 Spieler mit einem Treffer. Hinzu kamen zwei Eigentore.

## Trainer
- Jüngster Trainer: Henri Michel (Frankreich) mit 38 Jahren
- Dänemark, Kanada, Mexiko, der Irak und Marokko wurden von einem ausländischen Trainer betreut, dem Deutschen Sepp Piontek, dem Engländer Tony Waiters, dem Jugoslawen Bora Milutinović und den Brasilianern Evaristo de Macedo und José Faria.

## Schiedsrichter
- Joël Quiniou (Frankreich) vergab die schnellste Rote Karte der WM-Geschichte: nach 56 Sekunden gegen Uruguays José Batista im Spiel gegen Dänemark.
- Romualdo Arppi Filho (Brasilien) vergab im Finale zwischen Argentinien – Deutschland sechs Gelbe Karten (4 × für Argentinien, 2 × für Deutschland), ein Rekord, der erst 2010 überboten wurde.

## Qualifikation
- Für diese WM hatten sich 121 Mannschaften gemeldet, 14 Mannschaften mehr als vier Jahre zuvor.
- Mexiko als Gastgeber und Italien als Titelverteidiger waren automatisch qualifiziert.
- In Europa waren die Gruppenzweiten der Fünfergruppen direkt qualifiziert, die Gruppenzweiten der Vierergruppen mussten Playoff-Spiele bestreiten: Belgien und die Niederlande gegeneinander, wobei sich Belgien aufgrund der Auswärtstorregel durchsetzte, und Schottland gegen Australien, wobei Schottland die Oberhand behielt.
- In Südamerika nahmen erstmals alle 10 CONMEBOL-Mitglieder an der Qualifikation teil, die in drei Gruppen erfolgte. Die Gruppensieger waren direkt qualifiziert, die Zweiten und der Dritte der Vierergruppe spielten in Play-offs den vierten Teilnehmer aus.
- In der CONCACAF-Qualifikation verzichteten Barbados, Grenada und Jamaika. In Asien zog der Oman vor der Qualifikation und der Libanon nach vier Spielen zurück. Der Irak musste seine Heimspiele wurden auf neutralem Boden ausgetragen, der Iran wurde von der FIFA suspendiert.
- In Afrika verzichteten Lesotho, der Niger und Togo.
- Die Republik China musste in der Ozeanien-Gruppe spielen und verzichtete auf ihr Heimrecht. Zudem wurde Israel der Ozeanien-Gruppe zugeordnet. Sieger wurde Australien, das aber in den Play-Offs den Schotten unterlag.
- Paraguay konnte sich als bisher einziger Südamerikameister zum zweiten Mal nicht qualifizieren.
- Die Anzahl von fünf qualifizierten Neulingen wurde nur bei der ersten (alle) und zweiten WM (10) sowie 2006 (6 plus Tschechien und Serbien & Montenegro als Nachfolger der Tschechoslowakei und Jugoslawien) übertroffen.

## Besonderheiten
- Zum ersten Mal seit 1938 gab es wieder Achtelfinalspiele, allerdings nun nach einer Vorrunde. Die bei den drei Turnieren davor angewandte Zwischenrunde wurde abgeschafft. Die Mannschaften auf den Plätzen 9 bis 12 hatten dadurch ein Spiel weniger als 1982, die Mannschaften auf den Plätzen 13 bis 16 dafür ein Spiel mehr, so dass die Gesamtzahl der Spiele gleich blieb.
- Erstmals konnten sich auch die vier besten Gruppendritten für die K.-o.-Runde qualifizieren, so dass mit Bulgarien und Uruguay zwei Mannschaften ohne Sieg ins Achtelfinale einzogen. Belgien erreichte als erster Gruppendritter sogar das Halbfinale.
- Für Deutschland begann mit dieser WM die zweite Serie von 18 Spielen, in denen mindestens ein Tor geschossen wurde. Die erste Serie dauerte von 1934 bis 1958. Lediglich Brasilien konnte von 1930 bis 1958 ebenfalls in 18 Spielen immer mindestens ein Tor erzielen.
- Deutschland und Frankreich trafen wie 1982 im Halbfinale aufeinander und damit als erste Mannschaften zweimal in dieser Runde aufeinander. Lediglich Deutschland und Italien trafen auch in zwei Halbfinalspielen aufeinander: 1970 und 2006.
- Mexiko stellte dadurch, dass es zum zweiten Mal Gastgeber war einen neuen Rekord für die meisten Heimspiele auf: 9 (4/1970 und 5/1986). Der Rekord wurde aber bereits vier Jahre später von Italien überboten, das als zweites Land zum zweiten Mal Ausrichter wurde.
- Das 5:1 von Spanien gegen Dänemark ist der höchste Sieg in einem Achtelfinale nach der Vorrunde.
- Italien schied als bisher einziger Titelverteidiger im Achtelfinale aus und spielte als zweiter Titelverteidiger in der Vorrunde gegen seinen Nachfolger.
- Das Spiel um Platz 3 zwischen Frankreich und Belgien ist das einzige Spiel um diesen Platz, das in der Verlängerung entschieden wurde.
- Deutschland erreichte als bisher einzige Mannschaft zum dritten Mal als Gruppenzweiter das Finale, verlor es diesmal aber im Gegensatz zu 1954 und 1974.
- Deutschland wurde als zweite Mannschaft zweimal nacheinander Vizeweltmeister und verlor im zweiten Spiel wie die Niederlande 1978 gegen Argentinien.
- Argentinien spielte als bisher einzige Mannschaft im Turnierverlauf gegen vier ehemalige Weltmeister: Italien/Vorrunde, Uruguay/Achtelfinale, England/Viertelfinale und Deutschland/Finale.
- Mexiko schied als erster Gastgeber ungeschlagen durch eine Niederlage im Elfmeterschießen aus.
- Mexiko-Stadt löste mit 23 Spielen in zwei Stadien Montevideo (18 Spiele 1930) als häufigsten WM-Spielort ab.
- Mit 1.917.550 Zuschauern bei insgesamt 19 Spielen 1970 und 1986 (100.924 im Schnitt pro Spiel) wurde das Aztekenstadion zum Stadion mit den meisten WM-Zuschauern.

## Fortlaufende Rangliste
Die jugoslawische Mannschaft fällt durch Nichtteilnahme erstmals aus den Top 10. Mexiko erreicht zum dritten Mal nach der ersten Teilnahme und der WM 1970 einen Platz in den Top 20 und kann diesen bei den nächsten Turnieren behaupten.
| Rang | Mannschaft               | Teilnahmen | Spiele | Siege | Unentschieden | Niederlagen | Tore   | Tordifferenz | Punkte |
| ---- | ------------------------ | ---------- | ------ | ----- | ------------- | ----------- | ------ | ------------ | ------ |
| 1    | Brasilien (=)            | 13         | 62     | 41    | 11            | 10          | 144:63 | +81          | 93:31  |
| 2    | BR Deutschland (=)       | 11         | 61     | 34    | 13            | 14          | 130:85 | +45          | 81:41  |
| 3    | Italien (=)              | 11         | 47     | 25    | 12            | 10          | 80:52  | +28          | 62:32  |
| 4    | Argentinien (=)          | 9          | 41     | 22    | 6             | 13          | 77:55  | +22          | 50:32  |
| 5    | England (=)              | 8          | 34     | 15    | 9             | 10          | 47:32  | +15          | 39:29  |
| 6    | Uruguay (=)              | 8          | 33     | 14    | 7             | 12          | 59:47  | +12          | 35:31  |
| 7    | Frankreich ↑5            | 9          | 34     | 15    | 5             | 14          | 71:56  | +15          | 35:33  |
| 8    | Sowjetunion (=)          | 6          | 28     | 14    | 6             | 8           | 49:30  | +19          | 34:22  |
| 9    | Ungarn ↓2                | 9          | 33     | 15    | 3             | 14          | 87:57  | +30          | 33:31  |
| 10   | Polen ↓1                 | 5          | 25     | 13    | 5             | 7           | 39:29  | +10          | 31:19  |
| 11   | Jugoslawien ↓1           | 7          | 28     | 11    | 6             | 11          | 47:36  | +11          | 28:28  |
| 12   | Spanien ↑2               | 7          | 28     | 11    | 6             | 11          | 37:34  | +3           | 28:28  |
| 13   | Schweden ↓2              | 7          | 28     | 11    | 6             | 11          | 48:46  | +2           | 28:28  |
| 14   | Österreich ↓1            | 5          | 23     | 11    | 2             | 10          | 38:40  | −2           | 24:22  |
| 15   | Tschechoslowakei (=)     | 7          | 25     | 8     | 5             | 12          | 34:40  | −6           | 21:29  |
| 16   | Niederlande (=)          | 4          | 16     | 8     | 3             | 5           | 32:19  | +13          | 19:13  |
| 17   | Mexiko ↑6                | 11         | 29     | 6     | 6             | 17          | 27:64  | −37          | 18:40  |
| 18   | Chile ↓1                 | 6          | 21     | 7     | 3             | 11          | 26:32  | −6           | 17:25  |
| 19   | Belgien ↑5               | 7          | 21     | 5     | 4             | 12          | 27:45  | −18          | 14:28  |
| 20   | Portugal ↑1              | 2          | 9      | 6     | 0             | 3           | 19:12  | +7           | 12:6   |
| 21   | Schottland ↓2            | 6          | 17     | 3     | 6             | 8           | 21:32  | −11          | 12:22  |
| 22   | Schweiz ↓4               | 6          | 18     | 5     | 2             | 11          | 28:44  | −16          | 12:24  |
| 23   | Nordirland ↓1            | 3          | 13     | 3     | 5             | 5           | 13:23  | −10          | 11:15  |
| 24   | Peru ↓4                  | 4          | 13     | 4     | 3             | 8           | 19:29  | −10          | 11:19  |
| 25   | Paraguay ↑1              | 4          | 11     | 3     | 4             | 4           | 16:25  | −9           | 10:12  |
| 26   | Dänemark (N)             | 1          | 4      | 3     | 0             | 1           | 10:6   | +4           | 6:2    |
| 27   | DDR ↓2                   | 1          | 6      | 2     | 2             | 2           | 5:5    | ±0           | 6:6    |
| 28   | Vereinigte Staaten ↓1    | 3          | 7      | 3     | 0             | 4           | 12:21  | −9           | 6:8    |
| 29   | Bulgarien ↑2             | 5          | 16     | 0     | 6             | 10          | 11:35  | −24          | 6:26   |
| 30   | Wales ↓2                 | 1          | 5      | 1     | 3             | 1           | 4:4    | ±0           | 5:5    |
| 31   | Algerien ↓1              | 2          | 6      | 2     | 1             | 3           | 6:10   | −4           | 5:7    |
| 32   | Marokko ↑8               | 2          | 7      | 1     | 3             | 3           | 5:8    | −3           | 5:9    |
| 33   | Rumänien ↓4              | 4          | 8      | 2     | 1             | 5           | 12:17  | −5           | 5:11   |
| 34   | Tunesien ↓2              | 1          | 3      | 1     | 1             | 1           | 3:2    | +1           | 3:3    |
| 35   | Kamerun↓2                | 1          | 3      | 0     | 3             | 0           | 1:1    | ±0           | 3:3    |
| 36   | Kuba ↓2                  | 1          | 3      | 1     | 1             | 1           | 5:12   | −7           | 3:3    |
| 37   | Nordkorea ↓2             | 1          | 4      | 1     | 1             | 2           | 5:9    | −2           | 3:5    |
| 38   | Türkei ↓2                | 1          | 3      | 1     | 0             | 2           | 10:11  | −1           | 2:4    |
| 39   | Honduras ↓2              | 1          | 3      | 0     | 2             | 1           | 2:3    | −1           | 2:4    |
| 40   | Israel ↓2                | 1          | 3      | 0     | 2             | 1           | 1:3    | −2           | 2:4    |
| 41   | Kuwait ↓2                | 1          | 3      | 0     | 1             | 2           | 2:6    | −4           | 1:5    |
| 42   | Australien ↓1            | 1          | 3      | 0     | 1             | 2           | 0:5    | −5           | 1:5    |
| 43   | Kolumbien ↓1             | 1          | 3      | 0     | 1             | 2           | 5:11   | −6           | 1:5    |
| 44   | Iran ↓1                  | 1          | 3      | 0     | 1             | 2           | 2:8    | −6           | 1:5    |
| 45   | Südkorea ↑2              | 2          | 5      | 0     | 1             | 4           | 4:23   | −19          | 1:9    |
| 46   | Norwegen ↓2              | 1          | 1      | 0     | 0             | 1           | 1:2    | −1           | 0:2    |
| 47   | Ägypten ↓2               | 1          | 1      | 0     | 0             | 1           | 2:4    | −2           | 0:2    |
| 48   | Niederländisch-Indien ↓2 | 1          | 1      | 0     | 0             | 1           | 0:6    | −6           | 0:2    |
| 49   | Irak (N)                 | 1          | 3      | 0     | 0             | 3           | 1:4    | −3           | 0:6    |
| 50   | Kanada (N)               | 1          | 3      | 0     | 0             | 3           | 0:5    | −5           | 0:6    |
| 51   | Neuseeland ↓3            | 1          | 3      | 0     | 0             | 3           | 2:12   | −10          | 0:6    |
| 52   | Haiti ↓3                 | 1          | 3      | 0     | 0             | 3           | 2:14   | −12          | 0:6    |
| 53   | Zaire ↓3                 | 1          | 3      | 0     | 0             | 3           | 0:14   | −14          | 0:6    |
| 54   | Bolivien ↓3              | 2          | 2      | 0     | 0             | 2           | 0:16   | −16          | 0:6    |
| 55   | El Salvador ↓3           | 2          | 3      | 0     | 0             | 6           | 1:22   | −21          | 0:12   |

- Anmerkung: Kursiv gesetzte Mannschaften waren 1986 nicht dabei